# سيريل بيتش (لاعب كرة قدم)
سيريل بيتش (بالإنجليزية: Cyril Beech)‏ (12 مارس 1925 في المملكة المتحدة - 2001) هو لاعب كرة قدم بريطاني (وحمل سابقاً جنسية المملكة المتحدة لبريطانيا العظمى وأيرلندا) في مركز جناح ‏. لعب مع سوانزي سيتي ونادي هيرفورد ونيوبورت كونتي ونادي ميرثير تيدفيل ‏ ونادي ووستر سيتي.